# HQ-7 (ミサイル)
HQ-7（红旗/HongQi-7、輸出名：FM-80）は、中国の短距離対空ミサイルである、フランスのクロタル地対空ミサイルをリバースエンジニアリングし、その技術を元に開発された。
このミサイルには、地上発射型と艦上発射型の2タイプがあり、現在中国軍にて広く使用されている。

## 開発
1970年代後半、中国はソ連に対抗する西側諸国の非公式の軍事同盟に参加した。当時、中国の装備は質の面においてソ連に大きな後れを取っていたため、中国政府は自国装備近代化の援助を西側諸国に要請した。アメリカ・イギリス・西ドイツ・フランス・イタリア・オーストラリア・イスラエルなどの国は中国に武器・技術を輸出することを公に、若しくは暗に同意した。
中国は、1978年-1979年にかけてフランスから少数のクロタル地対空ミサイルを評定のために輸入した。輸入されたクロタルは旅大型駆逐艦および旅滬型駆逐艦に実験的に装備された。その結果、クロタルが自国開発のHQ-61より優れた性能を持つことを評価した中国軍は、クロタルをリバースエンジニアリングし、自国での生産を開始した。

## 運用
HQ-7は、1990年代を通して中国空軍基地・中国陸軍・艦船などに多数配備された。また、より高性能・長距離のHQ-9が開発されるまで、10年以上中国海軍艦船の主力短距離対空ミサイルであった。現在でも海軍艦船の多くがHQ-7を搭載している。未確認の情報によれば、中国はVLS発射型のHQ-7を開発しており、054型フリゲートに搭載されたVLSがそれだと考えられている。
輸出も提案されており、2009年にはバングラデシュがFM-90Nを採用した。バングラデシュ海軍のフリゲート「バンガバンドゥ」に搭載されている。

## 派生型
HQ-7 地上配備型
航空基地などに配置するための固定式ランチャー。
HQ-7 自走型
4x4自走車にHQ-7x4発、追尾レーダーなどが搭載される。
HQ-7 艦船配備型
艦船搭載用で、8連装ランチャーに搭載。主に駆逐艦に装備されている。
HQ-7A（輸出名FM-90）
HQ-7 ミサイルの速度・距離を強化し、赤外線追跡カメラを追加したもの。1998年に開発された。
FM-90N
HQ-7 地上配備型を基に開発した輸出向け艦対空ミサイル。管制装置をデジタルモジュール化し、探知距離の増大・リアクションタイムの短縮などの改良が施されている。2002年に発表された。

## 仕様
- 全長：3.00m
- 直径：0.156m
- 翼幅：0.55m
- 発射重量：84.5kg
- 実用高度：30-5,000m
- 最低射距離：500m
- 最長射距離：8,600m（目標速度：400m/s）、10,000m（目標速度：300m/s）、12,000m（低速目標）
- 速度：M2.3（750m/s）
- 誘導方式：指令誘導+光学誘導
- 弾頭：近接信管付きHE-FRAG
- 命中率：70-80%
- レーダー探知距離：18.4km
- レーダー誘導距離：17km

## 運用国
- バングラデシュ
- 中華人民共和国
- トルクメニスタン - 2024年時点で、トルクメニスタン陸軍がFM-90を保有[2]。

## 登場作品

### 漫画
『空母いぶき』
自走型がIl-76 キャンディッド輸送機により与那国島へ複数空輸される。

### ゲーム
『マーセナリーズ2 ワールド イン フレームス』
アジアン軍が使用する駆逐艦「深圳」の武装として登場する。